# Josef Drahoňovský
Josef Drahoňovský (ur. 27 marca 1877 w Volavcu, zm. 20 lipca 1938 w Pradze) – czeski rzeźbiarz, gliptyk i wykładowca akademicki.

## Życiorys
Urodził się 27 marca 1877 roku w Volavcu pod Turnovem. Już w dzieciństwie wykazał się dużym talentem w dziedzinie rysunku. W latach 1890–1894 roku kształcił się w liceum jubilerskim (Střední odborná škola šperkařská) w Turnovie pod pieczą Karela Zappa. Zachęcano go, by rozwijał swój talent w Wiedniu, jednak Drahoňovskiemu nie udało się zebrać na to środków. Zamiast tego przez półtora roku pracował w wiedeńskim warsztacie, by zdobyć pieniądze na dalszy rozwój. Po powrocie w rodzinne strony przekazał jednak większość zaoszczędzonych środków na poprawę ciężkiej sytuacji materialnej matki. Lata 1896–1902 spędził na nauce w Wyższej Szkole Rzemiosła Artystycznego w Pradze w pracowniach rzeźbiarskich prof. Celdy Kloučeka i Stanislava Suchardy. Na pierwszym roku otrzymał stypendium, lecz później musiał utrzymywać się z zamówień, które otrzymywał m.in. od Zappa czy od Kloučeka, który organizował pracę przy dekoracjach rzeźbiarskich nowych, praskich kamienic m.in. przy ulicy Pařížskiej i 28. Října. Jeszcze na studiach Drahoňovský został zatrudniony przy budowie katedry św. Wita, by tworzyć modele detali architektonicznych takich jak zworniki, czy pinakle.
Po ukończeniu studiów otworzył własną pracownię rzeźbiarską, która otrzymywała wiele zleceń na dekorację nowych budowli w Pradze i w Pilźnie. W 1904 roku został asystentem Suchardy na Wyższej Szkole Rzemiosła Artystycznego w Pradze, a w 1911 roku objął tam stanowisko nauczyciela akademickiego. W tym samym czasie tworzył także rzeźby artystyczne, takie jak Poutník, Rozhovor, czy Růže tetínská. Z początku pracował głównie z marmurem, brązem i ceramiką. Po zakończeniu I wojny światowej poświęcił się pracy ze szkłem i gliptyce. Jego kryształowe intaglio przedstawiające czeskie kobiety było darem rządu Czechosłowacji dla jugosłowiańskiej rodziny królewskiej, a jego gemmy umieszczono w Cabinet des Médailles. Tworzył prace w szkle w stylu art déco, stopniowo zwracając si w stronę neoklasycyzmu. W 1932 roku zgłosił trzy prace ze szkła do Olimpijskiego Konkursu Sztuki i Literatury w kategorii rzeźby.
Zmarł 20 lipca 1938 roku w Pradze.

## Galeria

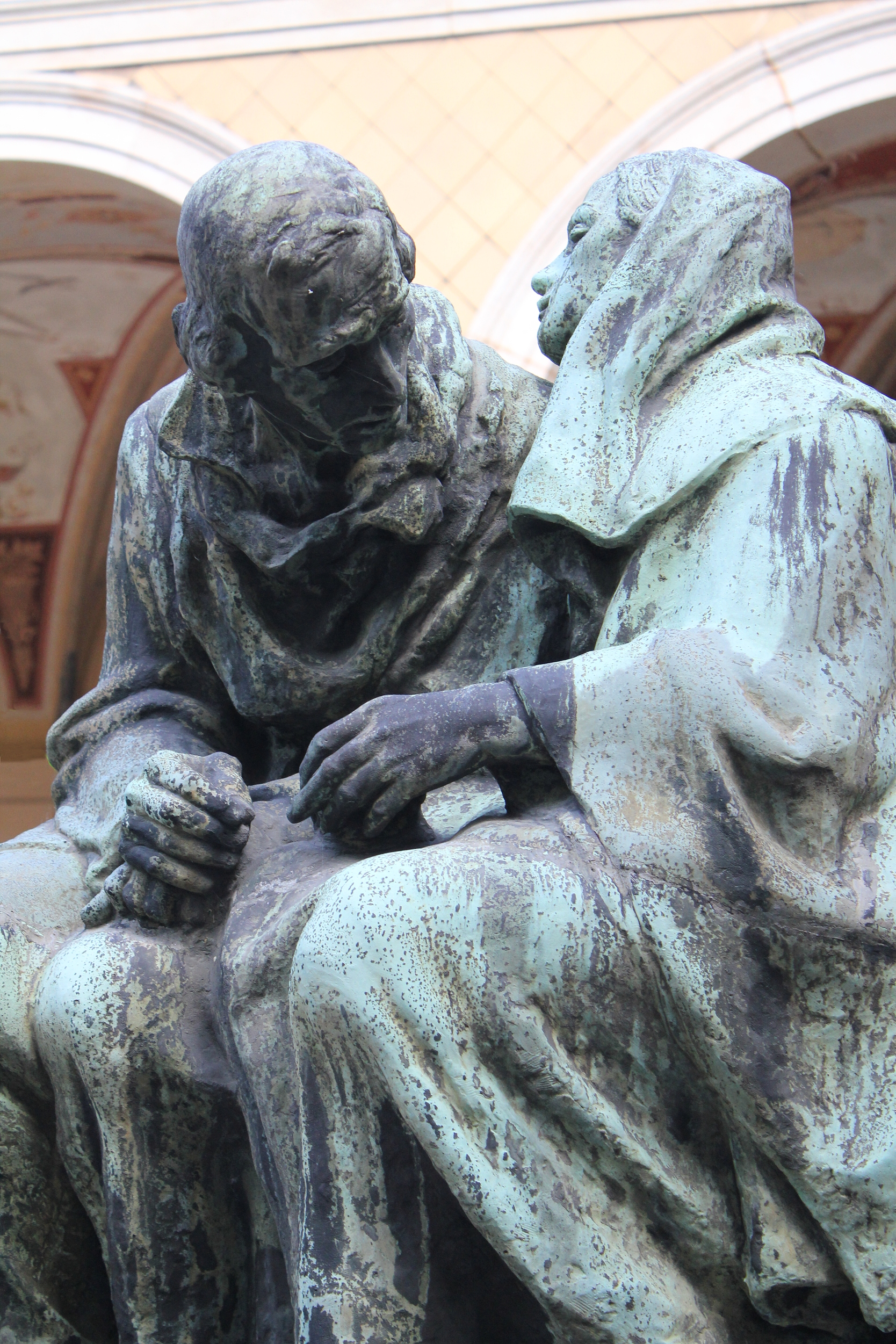
Rozhovor
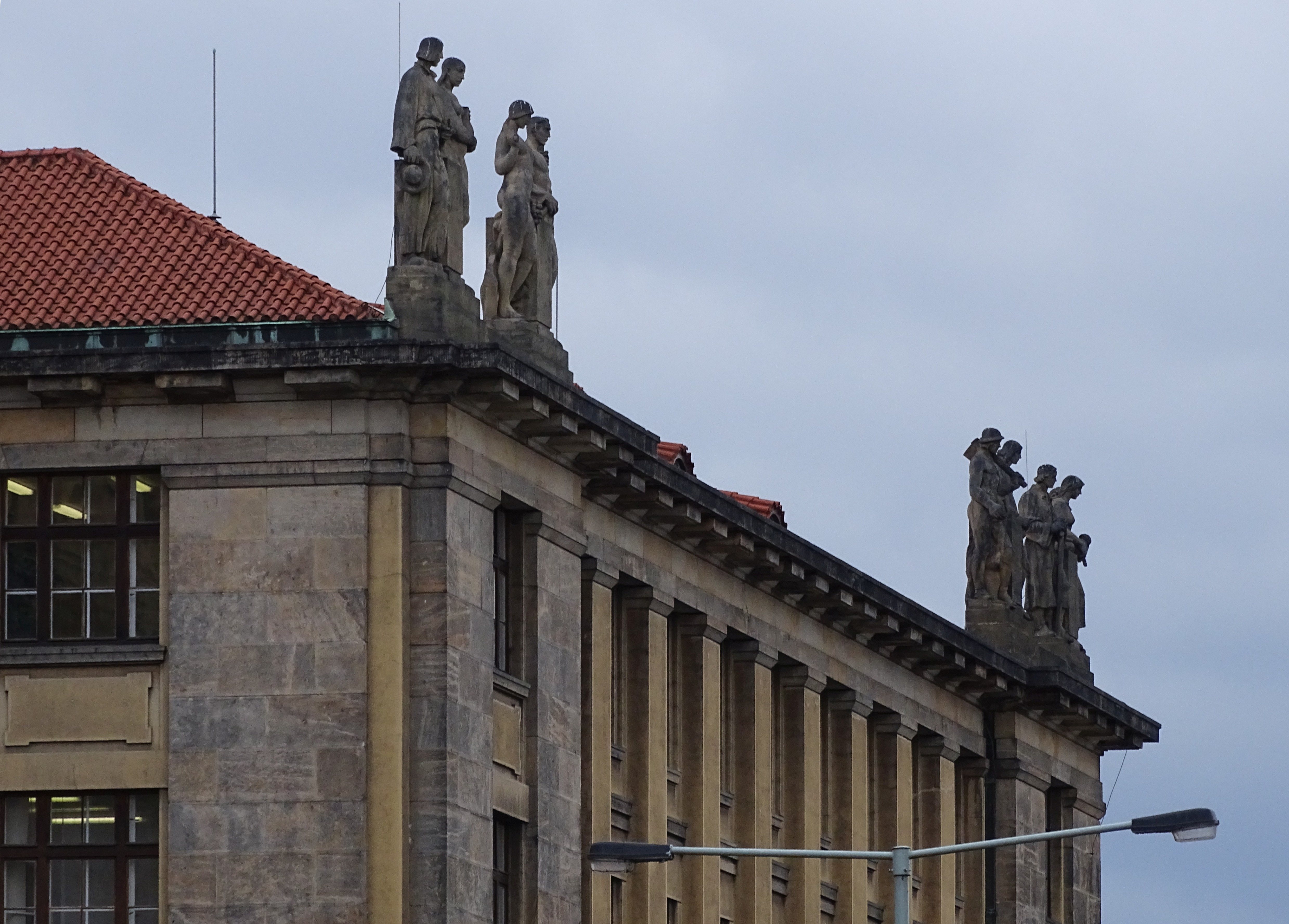
Rzeźby na budynku Ministerstwa Transportu Czech
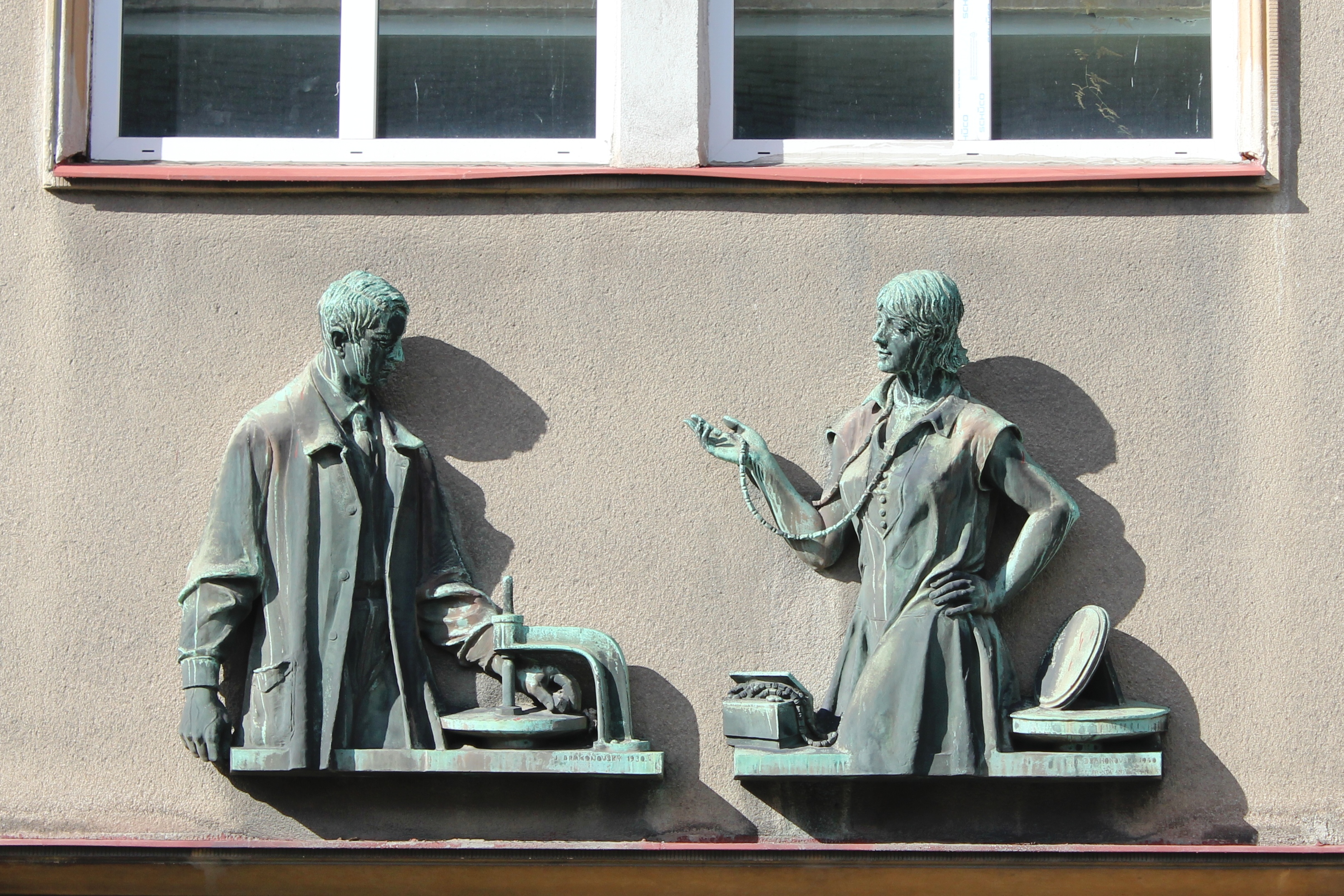
Relief na budynku przy ul. Palackého 175 w Turnovie
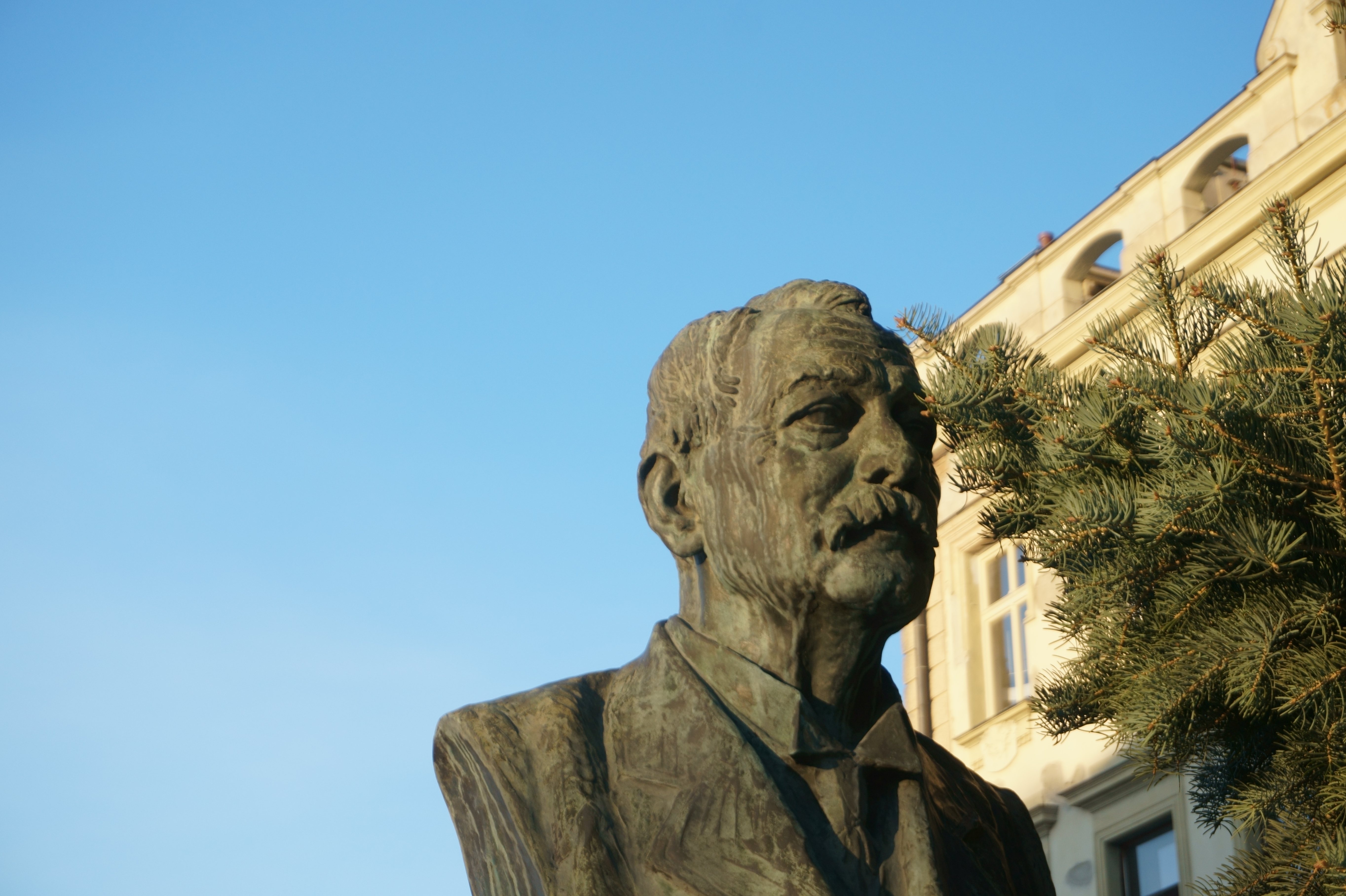
Popiersie Josefa Pekařa w Turnovie